# Saga do Viquingue de Jomsburgo

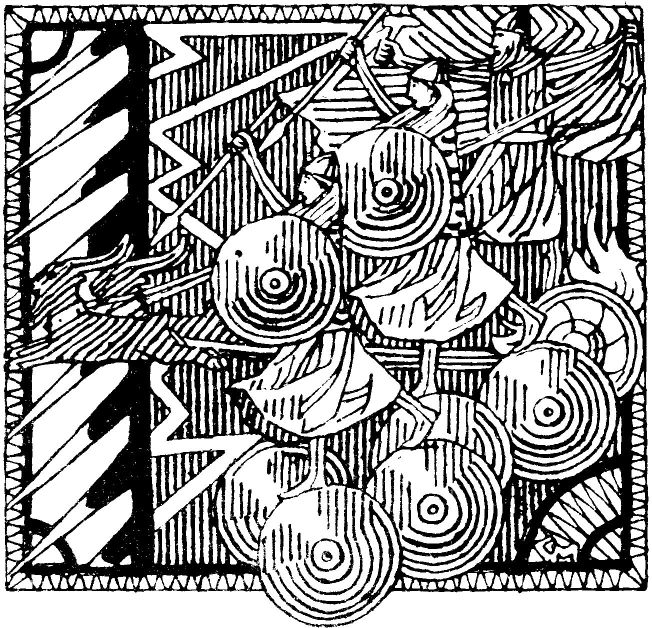
"Storm in Hjørungavåg" por Gerhard Munthe

A Saga do Viquingue de Jomsburgo (saga Jómsvíkinga) é uma das sagas dos reis nórdica. Relata a fundação de Jomsburgo, pelo caudilho viquingue dinamarquês Palnatoke e a mítica irmandade dos viquingues de Jomsburgo. A saga descreve também a derrota dos Viquingues de Jomsburgo na batalha de Hjörungavágr contra os Noruegueses em 986, quando Sigualdo, sucessor de Palnatoke enquanto chefe da irmandade, liderou os seus homens numa expedição à Noruega para depor o Jarl de Lade Haakon Sigurdsson (que na verdade foi rei da Noruega).
A saga foi escrita na Islândia no princípio do século XIII, descrevendo acontecimentos dos séculos IX e X, e sobreviveu em diversas versões, apresentando diferenças apreciáveis. A melhor versão está no manuscrito AM 291 4to (ca. 1250), conservada em Estocolmo. 